# Voltor negre
El voltor negre o arpellot a les Balears (Aegypius monachus) és un ocell de la família dels accipítrids (Accipitridae), única espècie viva del gènere Aegypius. És el rapinyaire més gran d'Europa i és un dels pocs voltors que s'hi poden trobar, juntament amb el voltor comú, l'aufrany i el trencalòs. Pot arribar als 110 cm de llargària i als 295 cm d'envergadura.
El seu estat de conservació es considera gairebé amenaçat.

## Descripció

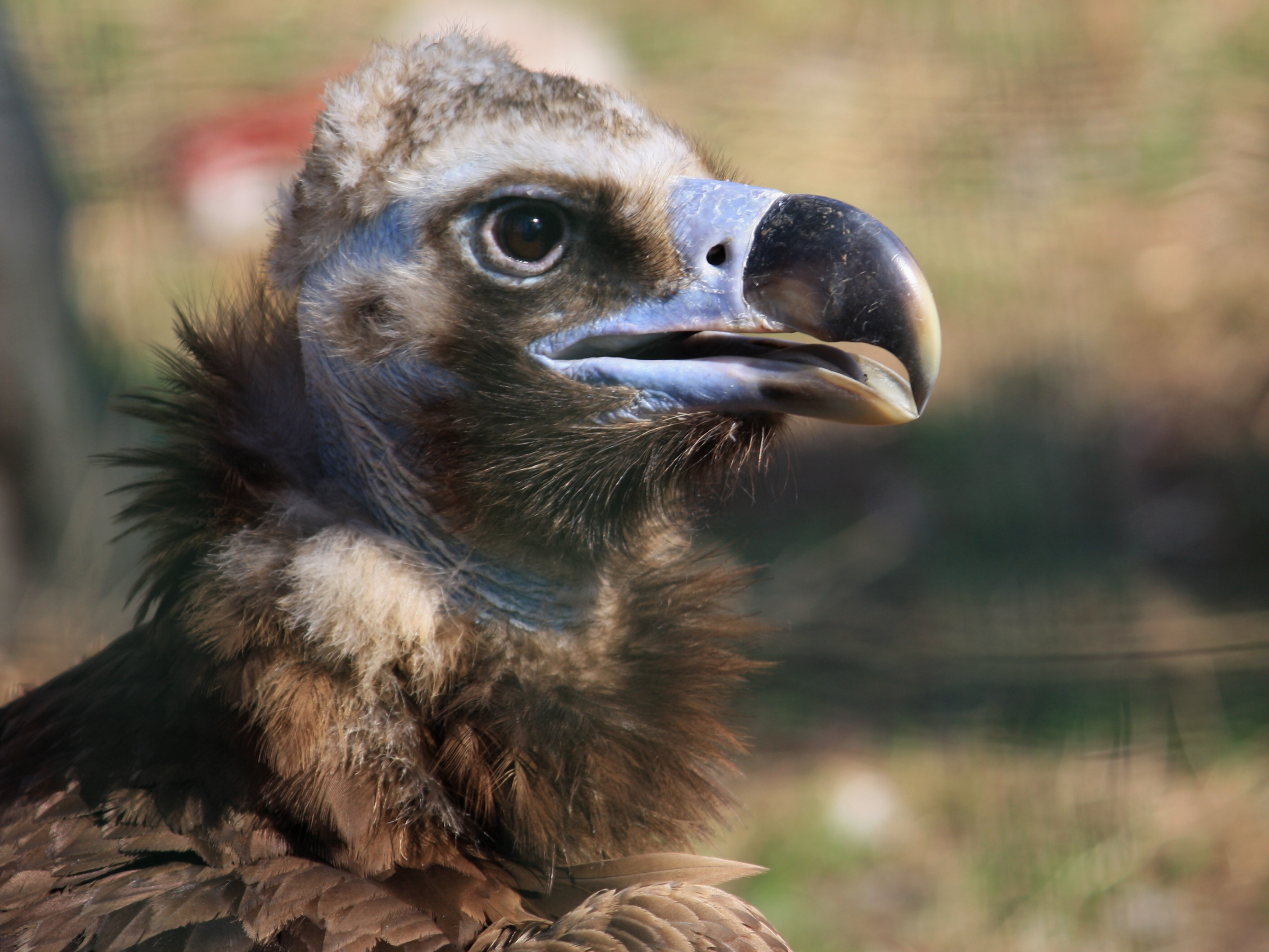
Voltor negre

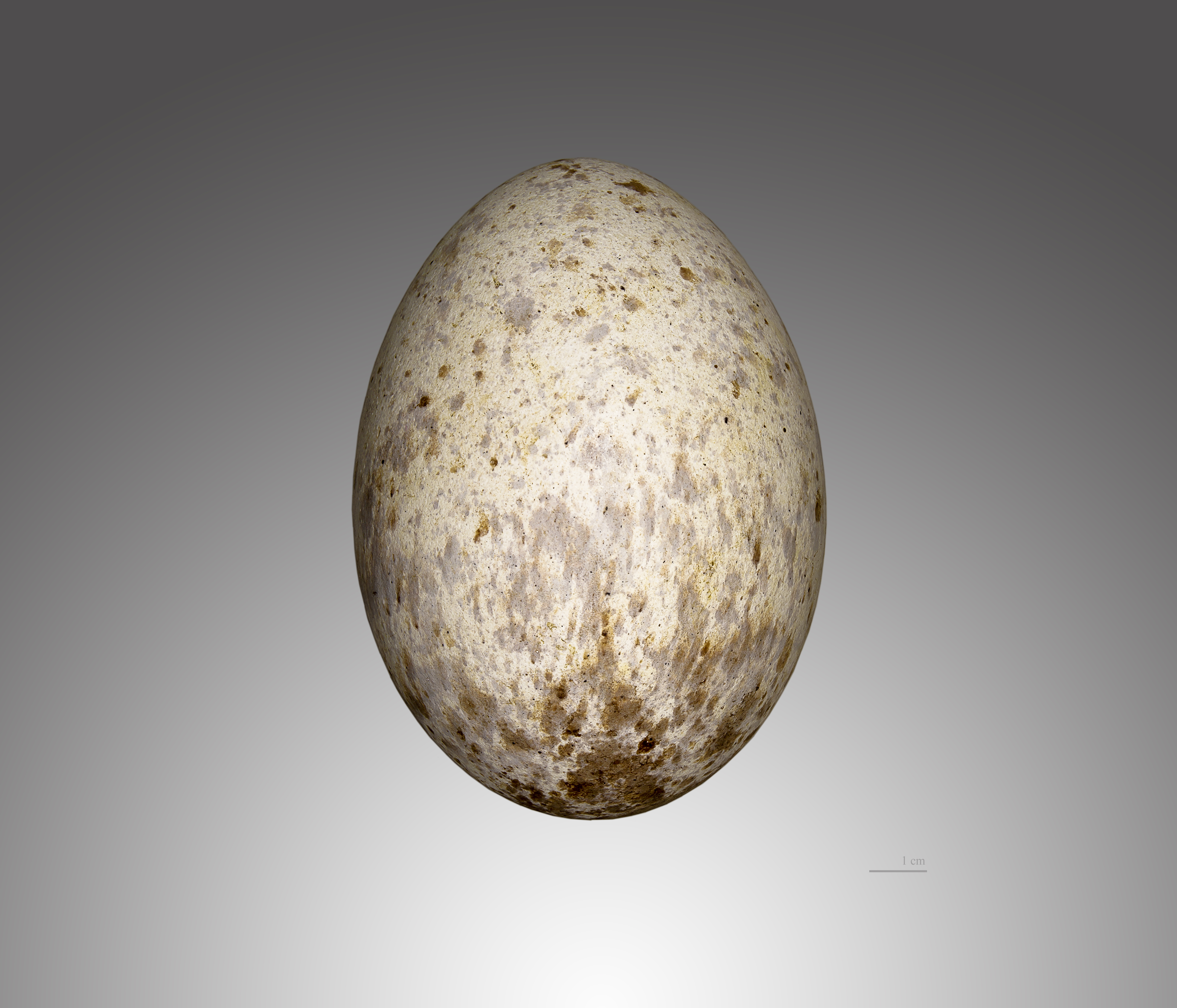
Ou

Té un aspecte diferent al voltor comú, per les ales més uniformement amples, la cua en forma de falca i una tonalitat fosca.
La silueta amb el vent de cua sembla un gran rectangle i si el duu de bec sembla una rata-pinyada gegant.
Presenta una coloració uniforme, marró xocolata els individus més grossos, negre-marró els més joves i amb les zones pàl·lides sense plomes, conspícues a una distància raonable, al cap i a les potes. En ocells vells es poden veure bandes més pàl·lides a les cobertores petites i també tenen un collar marró brut més pàl·lid.
Les zones pelades són rosades en els joves i d'un gris-blau pàl·lid en els més grossos.
Rar i escàs, principalment a territoris arbrats de turons o muntanyes. Cria, des de març fins al juliol, en petites colònies disperses, en grans nius de branques sobre arbres. Sovint se'l veu remuntant pausadament molt enlaire, però també ressegueix les faldes de turons i muntanyes a poca altura. S'alimenta de carronya i pot foradar pell i tendons amb el seu bec.
Es troba més amunt en l'ordre jeràrquic que el voltor comú davant d'un cadàver.
A Catalunya, al 2025, la colònia es consolida, amb una població de més de 60 exemplars a la reserva de Boumort, tot i haver desaparegut dels Pirineus a finals del segle XIX.